# 铜蚶壳币
铜蚶壳币是1970年在中华人民共和国福建省泉州市郊北峰公社下霞美村发现的1件仿贝币。币呈古铜色，币身锈迹斑斑，正面突起，仿生性纵向条纹清晰，纹似蚶壳，背面空心，边缘有条纹点，粘带灰土色。币身长2.4厘米，底部最大宽为1.8厘米，厚约0.2厘米，重量为7.2克。根据同时出土的印纹硬陶判断，考古人员认为其“时间约在春秋战国时代”，并进一步推定“铜蚶壳币应是战国闽越王无诸时代民间铸造的一种铜贝货币，时间大约在公元前三百多年”。福建省钱币学会的刘敬扬称，铜蚶壳币和铜蛤壳币在福建省泉州市和福州市还有多次发现。